# Giovanni Antonio Rigatti
Giovanni Antonio Rigatti (asi 1613, Benátky – 24. nebo 25. října 1648, tamtéž) byl italský kněz a hudební skladatel.

## Život
Narodil se v Benátkách, kde také prožil větší část svého krátkého života. Byl knězem v bazilice sv. Marka a v kostele Santa Maria Formosa a v letech 1635–1637 byl ředitelem kůru (maestro di cappella) v katedrále v Udine. Zpíval také ve sboru katedrály sv. Marka pod vedením Claudia Monteverdiho. V roce 1646 je uváděn jako kapelník Benátského patriarchátu. Kromě toho vyučoval na Conservatorio degli Incurabili, jedné z benátských charitativních institucí, která se starala o sirotky a děti z nejchudších rodin, kterým poskytovala vysoce kvalitní hudební vzdělání.
V letech 1634 až 1648 publikoval 11 svazků svých skladeb. Devět z nich je věnováno chrámové hudbě. Obsahují moteta pro sóla a basso continuo, žalmy, mše a vícehlasá moteta s instrumentálním doprovodem. Nejvýznamnějším díle je Messa e salmi z roku 1640 věnovaná císaři Ferdinandu III., patrně v naději na získání místa u vídeňského dvora. Zbývající dva svazky obsahují světské madrigaly.
Rigattiho hudba nepostrádá silný vliv Monteverdiho. Vyznačuje se však líbivými, leč silnými melodiemi, nápaditou strukturou a dramatickým zhudebněním textů. Z větší části zůstává současnému publiku neznámá, nicméně je Rigatti považován za jednu nejvýznamnějších postav italské chrámové hudby v třicátých a čtyřicátých let 17. století.

## Dílo (výběr)

### Žalmy
- Beatus vir
- Confitebor tibi Domine
- Laudate Dominum

### Mše
- Messa e salmi
- Messe à 8 voix

### Moteta
- Florete flores
- O dulcissima Virgo
- O stella cæli
- Quasi cedrus exalta sum
- Regina coeli laetare
- Salve Regina